# 数理工学
数理工学（すうりこうがく）は工学の一分野であり、世の中の諸現象、特に工学に関する現象を数理モデルとして捉え、それらに対して数学や物理を用いて理論上の解釈をあたえる学問である。特に数理工学では、古典的な数学の手法では説明できない現象に対し、新しい考え方を用いて解決方法を導き出そうとする。したがって数理工学においては複雑系科学に代表されるような最先端の応用数学についても研究されている。
数理工学の対象となる現象は必ずしも工学における現象とは限らず、数理モデルとして抽象化される現象はすべて対象であると言ってもよい。広義では「数学を工学に応用する」という姿勢を持つ学問はすべて数理工学とされる。
なお「数理工学」という言葉に相当する英語としては、定訳がない。下記に挙げてある研究・教育機関のホームページを見ても分かるように、いくつかの訳が考えられる。「数理工学」に相当すると考えられる英語には、applied mathematics and physics や mathematical engineering がある。

## 研究内容
数理工学における研究対象は非常に幅が広く、すべてを挙げることは困難であるが、以下に大学などで研究されているテーマのうち、いくつかを挙げる：
- アルゴリズム
- グラフ理論
- 数理計画法
- 組合せ最適化
- ゲーム理論
- オペレーションズリサーチ
- 計算幾何学
- コンピュータビジョン
- 制御理論
- 情報理論
- 量子情報理論
- 符号理論
- 暗号理論
- 学習理論
- 機械学習
- 統計学
- 確率論
- 時系列解析
- データマイニング
- 金融工学
- 数値解析
- シミュレーション工学
- フラクタル
- 複雑系
  - カオス理論
- ソリトン
- 自然言語処理
- プログラミング言語
- システムバイオロジー
- バイオインフォマティクス
- 離散凸解析
- 情報幾何

以上のテーマのうちの多くは応用数学の一分野でもあるが、応用数学における研究では、あくまでも数学の一分野として他の数学分野とのかかわりが重視されるのに対し、数理工学における研究では、現実の現象との関連性・整合性が重視される傾向が強い。

## 学問全体における位置付け
数理工学では、工学の知識のほかにかなり専門的な数学、情報学の知識が必要とされ、時には数理工学の分野から新たな数学の理論が生まれることもある。したがって数理工学は、工学、数学、および情報学の3つの分野に関わる、学際的な分野と言うことができる。
しかし一般には数理工学を名に冠する講座やコースは工学部の下に置かれていることが多い。
また数理工学の理念に関しては、以下のページが参考になる。
http://www.keisu.t.u-tokyo.ac.jp/outline/history_mist/index.html

## 工学における位置付け
工学の他の分野は、結果を得るにいたる過程において、「なぜそうなるか（why）」というよりもむしろ「どのようにしてそうするか（how）」ということを重視する傾向が比較的強いのに対し、数理工学では「なぜ（why）」という点を理論的に説明する姿勢が強い。このことからも数理工学は工学の中でも比較的理学に近い分野であると言うことができるであろう。
また数理工学はコンピュータを多く用いるという点で情報科学や情報工学と類似しており、場合によっては同一視されることや、いずれか一方をもう一方の部分集合と見なすことがまれにある。しかし情報科学や情報工学がクロード・シャノンを発端とする、すでにある程度体系化された分野の名称であるのに対し、数理工学はいまだ体系化が進んでおらず、新しい学問分野と言える。
このようになった経緯は、元々工学部での全学科共通科目の数学と物理を教える教員を理学部から招いたことが発端である。この理学教員のために、各大学工学部では1960年代に新しく学科を設立し始めたのが、現在の数理工学科（大学によっては物理工学科の名称）であるため、工学の中では理学に近いテーマとなった。さらには、数学出身教員と物理出身教員の接点は少なく、各々が独自に自分たちの出身講座の研究テーマを行ったことが、体系化されていない原因とも言える。

## 数理工学を扱っている研究・教育機関一覧
下記のように、数理工学を銘打った講座を持つ大学は数多くあるが、それぞれ研究内容や研究方針は必ずしも一致しない。
- 京都大学工学部情報学科数理工学コース
- 京都大学大学院情報学研究科数理工学専攻
- 大阪市立大学応用物理学科数理工学講座
- 電気通信大学電気通信学部情報工学科計算科学講座
- 東京大学工学部計数工学科数理情報工学コース
- 東京大学大学院情報理工学系研究科数理情報学専攻
- 大阪府立大学工学研究科数理工学分野・工学部数理工学科
- 東京工業大学大学院情報理工学研究科数理・計算科学専攻
- 大阪工業大学情報科学部情報システム学科数理情報研究室
- 武蔵野大学工学部数理工学科（2015年4月開設）
- 日本大学生産工学部数理情報工学科